# Cercando di te
Cercando di te è un singolo dei Pooh del 1996, il terzo estratto dall'album Amici per sempre.

## Il singolo
Il singolo, scritto da Stefano D'Orazio con musica e voce di Red Canzian, è la seconda canzone dedicata alla seconda moglie del bassista, dopo Stare senza di te del 1992.

## Formazione 1996
- Roby Facchinetti voce, pianoforte, tastiere.
- Dodi Battaglia voce, chitarra.
- Stefano D'Orazio voce, batteria.
- Red Canzian voce, basso.

## Formazione 2016
- Roby Facchinetti voce, pianoforte, tastiere.
- Dodi Battaglia voce, chitarra.
- Stefano D'Orazio voce, batteria.
- Red Canzian voce, basso.
- Riccardo Fogli voce.